# Colin Campbell (1937)
Colin Campbell, född 17 januari 1937 i Twickenham i London, död 1 mars 2018 i London, var en brittisk skådespelare.
Debuterade 1950 i roller i brittisk radio och tv. Genombrottet kom 1964 i filmdebuten som ena huvudrollen Reggie med Rita Tushingham och Oliver Reed i "Skinnjackan", ett diskbänksdrama om ett gäng rockers" som senare anses som en Queer cinema-klassiker. Flera foton från filmen med Campbell användes till olika skivomslag av indiebandet The Smiths singlar med "Ask" och "William, It Was Really Nothing" och ett klipp ur filmen mot Rita Tushingham förekommer i promovideon för "Girlfriend In A Coma".
Campbell var farfar till brittiska R&B-sångaren Shola Ama.

## Filmografi (urval)
- 1964 – Skinnjackan
- 1965 – Hetsjakt i sol
- 1970–1972 – Familjen Ashton (TV-serie)
- 1983 – Another Time, Another Place
- 1985 – Min sköna tvättomat
- 1990 – Nunnor på rymmen
- 2008–2008 – The Royal Today (TV-serie)